# Vera Wentworth
Vera Wentworth, nacida Jessie Alice Spink (1890-1957) fue una sufragista británica. Fue a la cárcel por la causa y por motivo de una huelga de hambre, fue alimentada a la fuerza. Ella había abierto la puerta y luego agredió al Primer Ministro dos veces. Ella escribió: Three Months in Holloway.

## Biografía
Wentworth nació en 1890. Después de dejar la escuela encontró trabajo en una tienda y se convirtió en una sindicalista activista.
En 1908 Wentworth se unió a la Unión Social y Política de las Mujeres (WSPU), habiendo cambiado formalmente su nombre a «Vera Wentworth» en 1907. Vivió con Caprina Fahey en Londres.  Poco después fue arrestada durante una manifestación frente a la Cámara de los Comunes. Fue sentenciada a seis semanas de prisión. Al ser liberada se convirtió en amiga íntima de Mary Blathwayt. En 1908 se unió a la Unión Social y Política de las Mujeres. Fue rápidamente arrestada por manifestarse fuera del parlamento. Su sentencia fue de seis semanas de prisión y tuvo que quedarse un día más porque había tallado «votos para mujeres» en la pared de su celda. Ella y otras personas se encontraron con Mary Blathwayt y las dos se hicieron amigas. Tras su liberación, Wentworth se lanzó a la causa y se unió a un grupo secreto llamado las Young Hot Bloods, comprometiéndose a asumir el «deber de peligro» en nombre del sufragio femenino. De las sufragistas más antiguas, solo a Emmeline Pankhurst se le permitió asistir a sus reuniones en una tienda de té en el Strand de Londres. De hecho, la anciana sufragista Emily Blathwayt encontró a Wentworth tan encantadora pero descarriada que se refirió cariñosamente a ella como «la joven gamberrilla que conocemos». En junio fue arrestada de nuevo por manifestarse fuera de la Cámara de los Comunes. Esta vez se le dio una sentencia de tres meses. Después de su liberación publicó Should Christian Women Demand the Vote y Three Months in Holloway. Wentworth era una escritora con la ambición de ir a la universidad. Se unió a la Liga del Sufragio de las Mujeres Escritoras, fundada en 1908.
Wentworth estaba entonces ubicada en Bristol con otras sufragistas como Annie Kenney, Violet Bland y Elsie Howey. Tuvo otra sentencia de tres meses de prisión cuando ella y Elsie Howey fueron arrestadas por manifestarse fuera de la casa de Herbert Henry Asquith.

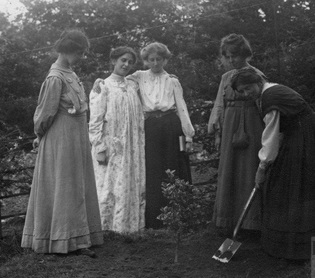
Millicent Browne plantando un árbol en Eagle House (el retiro de la sufragista) con Mary Phillips, Vera Wentworth, Elsie Howey y Annie Kenney.

Vera Wentworth fue invitada a la casa de Mary Blathwayt en Batheaston donde se reunieron las principales sufragistas. A los visitantes importantes se les pidió que plantaran un árbol para registrar sus éxitos en nombre de la causa, por ejemplo, una sentencia de prisión. Wentworth recibió una Hunger Strike Medal «por Valor» de la WSPU.
Ella y Jessie Kenney fueron encarceladas por agredir al Primer Ministro. El 5 de septiembre de 1909 Wentworth, Elsie Howey y Jessie Kenney habían agredido al Primer Ministro Herbert Henry Asquith y al Ministro del Interior Herbert Gladstone durante un partido de golf. Elsie Howey y Wentworth habían tratado de contactar con Asquith en su iglesia. Protestaron por el encarcelamiento de Patricia Woodlock y otras mientras el Primer Ministro disfrutaba de unas vacaciones, y decoraron los arbustos de su jardín privado con panfletos y tarjetas. Estas acciones directas demostraron ser demasiado para la familia Blathwayt. Emily renunció a la WSPU y Linley escribió cartas de protesta a Christabel Pankhurst, Elsie Howey y Wentworth. A Pankhurst se le dijo que Howey y Wentworth no podían volver a visitar su casa. Wentworth les envió una larga respuesta expresando su pesar por su reacción pero señalando que «si Mr. Asquith no recibe la delegación, le golpearán de nuevo».
Durante este período su hermano, un periodista de dieciocho años que había sido el líder de una huelga no oficial de mujeres trabajadoras en el East End de Londres, le presentó a Fenner Brockway, quien llamó a 'Wilfie Spink' su «amigo explosivo», y declaró que ella se convirtió en su novia. Sin embargo, a medida que la WSPU aumentó el uso de acciones más violentas, se distanció de ellos —por su condición de pacifista— y todos los conocidos personales parecían haber muerto alrededor de 1910.
Wentworth logró su ambición de asistir a una universidad cuando empezó en la Universidad de Saint Andrews en 1912 y estuvo allí hasta 1914.

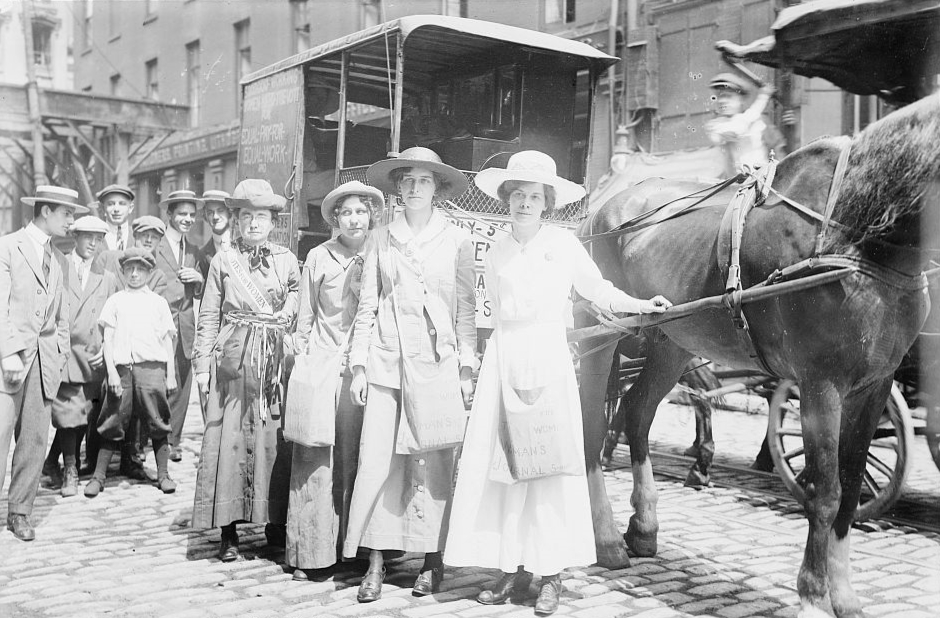
Nueva York, agosto de 1913. "Suffragettes on hike to Boston." De frente a atrás: Elsie McKenzie, Elisabeth Freeman, Vera Wentworth y la 'Coronel' Ida Craft (con faja). «Asquith» el caballo tiró de la caravana. De acuerdo con los informes contemporáneos necesitaba mucha insistencia, ¡de ahí su nombre!!.

El 6 de agosto de 1913 ella, junto con Elisabeth Freeman y Elsie McKenzie estuvieron en Estados Unidos para apoyar al 'Coronel' Ida Craft del Yankee Corps en una caminata de sufragio, de Nueva York a Boston, vía Stamford, Norwalk, Bridgeport, Milford, New Haven, Wallingford, Meriden, New Britain, Hartford, Marlboro, Waltham a Harvard Square, Cambridge, Massachusetts llegando el 30 de agosto. Finalmente, el Día del Trabajo, 1 de septiembre de 1913, partieron a las 11 a. m. con otros sufragistas, para celebrar una reunión en el Boston Common a las 12.30 p. m.
El 4 de agosto de 1914 comenzó la Primera Guerra Mundial. La WSPU hizo un trato con el gobierno y acordaron poner fin a todas las protestas a cambio de que todos sus prisioneros fueran liberados. Wentworth respetó esta línea y dejó de trabajar con la WSPU.
De 1914 a 1918 se unió al Destacamento de Ayuda Voluntaria (VAD) como enfermera —una ocupación común para las sufragistas durante este tiempo— y luego se convirtió en administradora del Cuerpo Auxiliar del Ejército de la Reina María (1918-1920), tras lo cual residió en Hendon, Middlesex con Daisy Carden. Durante la Segunda Guerra Mundial trabajó en Londres en las precauciones contra los ataques aéreos.
Wentworth murió en el hospital Elizabeth Garrett Anderson en 1957 y legó todos sus bienes a su compañera en su testamento.